# Entwurf einer naturlichen Anordnung der Orchideen
Entwurf einer naturlichen Anordnung der Orchideen (abreviado Entwurf Anordn. Orch.) es un libro con ilustraciones y descripciones botánicas que fue escrito por el médico, biólogo y botánico alemán Ernst Hugo Heinrich Pfitzer y publicado en Heidelberg en el año 1887.